# PixInsight
PixInSight és un programari desenvolupat per a astrofotografia que s'ha estès lentament a altres àrees, si bé segueix sent la astrofotografia la seva àrea de desenvolupament principal.
Es troba disponible en forma nativa com una aplicació de 64 bits, per FreeBSD, Linux, Apple Mac US X i Microsoft Windows. Està pensat per a aprofitar les possibilitats de les màquines amb múltiples processadors. Està basat en C++ i brinda en forma oberta una biblioteca de classes en C++ que es pot utilitzar per a desenvolupar mòduls per a PixInsight, també compta amb una interfície de scripting basada en Javascript i la possibilitat de treballar mitjançant una línia d'ordres.
A ser d'arquitectura oberta i permetre la inclusió de mòduls desenvolupats per tercers, el seu ús s'ha estès als camps de la fotometria, astrometria i més enllà de la astrofotografia.
Un antecedent va ser PixInsight LE sota llicència freeware, el qual va ser alliberat el 2004 i discontinuat el 5 d'octubre de 2009. Si bé alguns manuals elaborats per PixInsight LE encara poden ser útils per PixInsight, el qual si bé és considerat obsolet per l'empresa, segueix en ús en alguns àmbits.

## Processament d'imatges astronòmiques amb PixInsight
Un processament típic d'imatges, per exemple d'una galàxia, implicaria els següents passos.

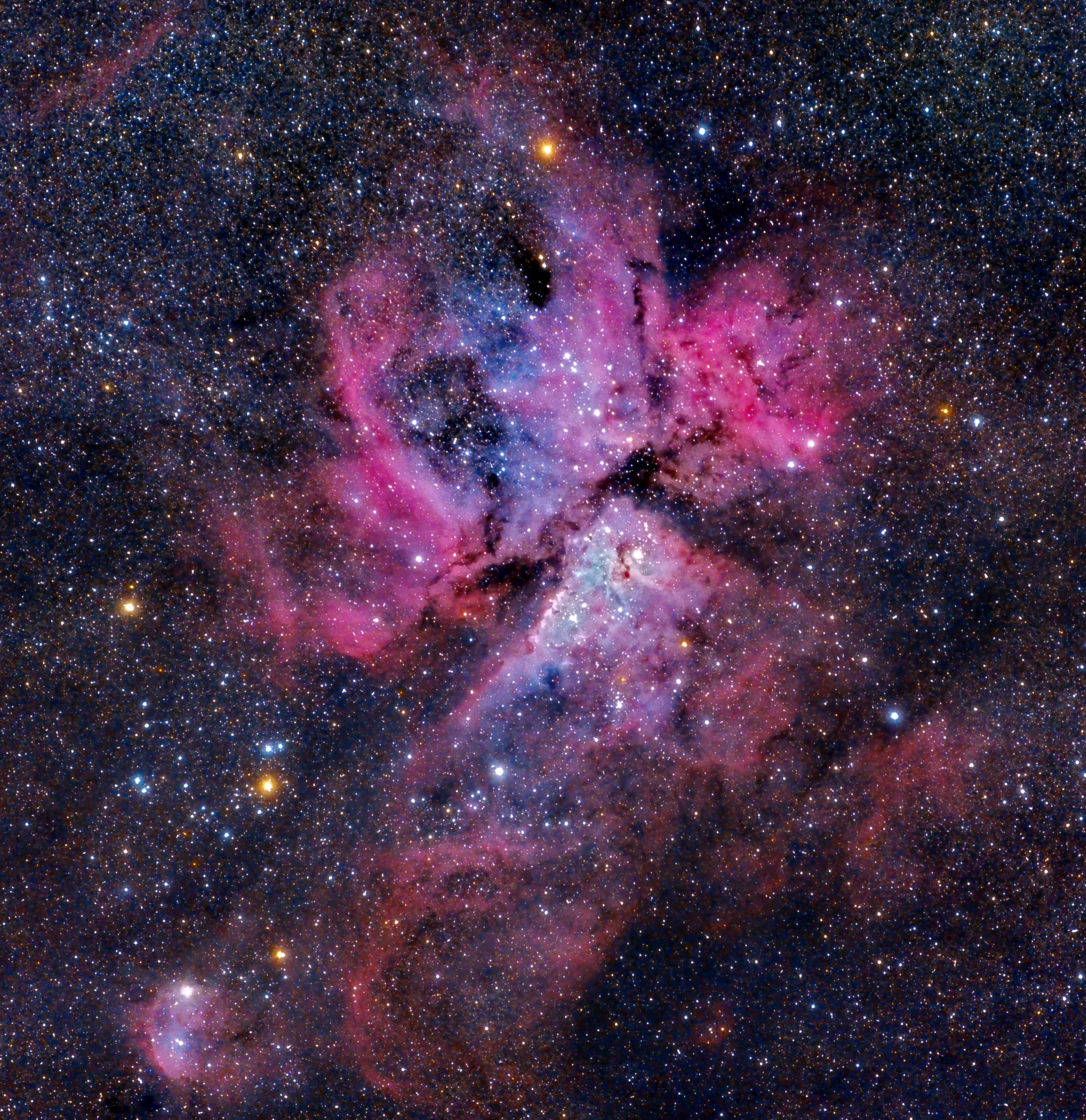
Exemple d'imatge processada amb PixInsight, Nebulosa de Eta Carinae o NGC 3372.

- Calibratge d'imatges Bias, Dark, Flat i Light.
  - Bias (imatges preses amb la lent tapada i la màxima velocitat d'obturació possible) s'usen per a corregir l'efecte del corrent de polarització del CCD.
  - Darks (imatges preses amb la lent tapada però amb el mateix temps d'exposició en que es van fer les imatges de l'objecte) disminueixen el soroll de fons propi de l'equip, a una determinada temperatura de funcionament.
  - Flats (imatges preses d'una font brillant i homogènia) s'utilitza per corregir problemes del sistema òptic utilitzat.
  - Lights (imatges de l'objecte a fotografiar amb la lent destapada i l'exposició triada). En general es realitzen diverses preses de llarga durada que després s'integren a fi de sumar les exposicions i eliminar objectes no desitjats de l'escena, reduir el soroll de fons (que és aleatori en cada imatge), augmentar la relació senyal/soroll i millorar el resultat final.[3]

- Integració de les imatges,
- Remoció de gradients de llum i color,
- Anàlisi de l'escala de lluentor,
- Reducció de soroll de fons,
- Tractament de la saturació de color,
- Utilització de recursos per a obtenir un millor rang dinàmic de la imatge,
- Millora de la definició.

Però el procés d'una imatge pot variar molt d'una situació a una altra i la quantitat d'eines disponibles és important. Fins al punt que existeixen tutorials diversos sobre com treballar enfront de cada situació.